# Осветници (филм из 2012)
Осветници (енгл. The Avengers) је амерички научнофантастични суперхеројски филм из 2012. године, редитеља Џоса Видона о тиму суперхероја базиран на Марвеловим стриповима истог назива. Продуцент филма је Кевин Фајги. Сценарио потписују Џос Видон и Зак Пен по стрипу Осветници аутора Стена Лија и Џека Кирбија. Музику је компоновао Алан Силвестри. Ово је шести наставак у серији филмова из Марвеловог филмског универзума у којима су главни јунаци били суперхероји Ајронмен, Хулк, Капетан Америка и Тор. Глумачку екипу чине Роберт Дауни Млађи, Крис Еванс, Марк Рафало, Крис Хемсворт, Скарлет Џохансон, Џереми Ренер, Том Хидлстон, Кларк Грег, Коби Смалдерс, Стелан Скарсгорд и Самјуел Л. Џексон.
Развој филма је почео када је Марвел студиос добио зајам од компаније Мерил Линч у априлу 2005. године. Након успеха филма Ајронмен у мају 2008, Марвел је најавио да ће филм Осветници бити премијерно приказан у јулу 2011. године и да ће се у њему појавити сви главни ликови из претходних филмова. Када је Џохансонова добила улогу Наташе Романове у марту 2009, излазак филма је померен на 2012. годину. Видон се придружио пројекту у априлу 2010. и прерадио је оригинални сценарио који је написао Зак Пен. Продукција је почела у априлу 2011. у Албукеркију, пре него што се преселила у Кливленд у августу и Њујорк у септембру исте године. Филм укључује преко 2.200 визуелних ефеката.
Филм је премијерно приказан 11. априла 2012. године у Холивуду, а у америчким биоскопима изашао је 4. маја исте године. Наишао је на позитиван пријем код критичара који су посебно похвалили режију, сценарио, визуелне ефекте, акционе сцене, глуму и музику, а освојио је разне награде и био је номинован за Оскара и БАФТУ за најбоље специјалне ефекте. Зарадио је преко 1,5 милијарди долара широм света, поставивши многе рекорде и постао најуспешнији филм из 2012. године. Такође је постао први Марвелов филм који је зарадио преко милијарду долара. 2017. године, часопис Емпајер га је уврстио на своју листу 100 најбољих филмова свих времена. Филм прати пет наставака, Осветници: Ера Алтрона (2015), Осветници: Рат бескраја (2018), Осветници: Крај игре (2019), Осветници: Судњи дан (2026) и Осветници: Тајни ратови (2027).

## Радња
Локи са Асгарда, заједно са Другим, лидером Читаури бораца, планира инвазију на Земљу. Ник Фјури је на челу међународне организације ШИЛД чији је задатак одржавање мира на Земљи и заједно са својим помоћником Маријом Хил стиже у ШИЛД-ово постројење пре него Ерик Селванг изгуби контролу над Тесерактом и буде заведен Локијевим штапом. Локи такође чаролијом хвата Клинта Бартона, агента ШИЛД-а и врсног стреличара.
Као одговор на напад, Фјури активира „Иницијативу Осветника”. Агент Наташа Романова послата је у Калкуту да би врбовала доктора Бруса Банера како би ушао у траг Тесеракту преко емисије гама зрачења. Агент Колсон посећује Тонија Старка да би му доставио Селвигова истраживања, док Фјури одлази код Стива Роџерса са задатком враћања Тесеракта.
У Штутгарту, Бартон краде иридијум неопходан за стабилизацију Тесеракта. Локи успева да направи дистракцију сукобом са Старком, Роџерсом и Романовом. Тор се појављује док његовом усвојеног брата, Локија, одводе у ШИЛД и покушава да га наведе да одустане од свог плана и врати се у Асгард. Након сукоба са Старком и Роџерсом, Тор пристаје да Локија одведе на ШИЛД-ов Хелиносач. Старк и Банер покушавају да открију локацију Тесеракта док је Локи заточен.
Не знајући како Локи планира да изведе свој план и тек откривши да ШИЛД жели да направи оружје од Тесеракта, Осветници бивају подељени. Бартон и остали Локијеви потчињени нападају Хелиносач што из Банера извлачи Хулка. Старк и Роџерс покушавају да отклоне квар на моторима Хелиносача. Тор се бори са Хулком, који га надјачава и пада са Хелиносача. Романова успева да освести Бартона јаким ударцем у главу. Ослобођени Локи убија Кулсона и избацује Тора са Хелиносача. Колсонову смрт Фјури користи како би ујединио Осветнике и мотивисао их за битку. Уз помоћ Тесеракта и Селвигове машине, Локи успева да отвори портал изнад Старк Торња за Читаури војску.
Роџерс, Бартон, Романов, Старк и Тор отпочињу Битку за Њујорк против Читаури војске. У помоћ стиже Банер, који се потом трансформише у Хулка и пребије Локија у Старк Торњу. Селвиг, ослобођен Локијеве чаролије, открива Романовој да је Локијев штап потребан да би се портал затворио. Фјуриови надлежни из Светског безбедносног савета одлучују да пошаљу бојеву главу на Менхетн. Старк пресреће бојеву главу и носи је кроз портал у свемир где она експлодира и избацује Старка кроз портал тик пре него што га Романова затвори. Старка у слободном паду хвата Хулк пре ударца о земљу. Тор и Локи се враћају у Асгард са Тесерактом, док Локијев штап остаје на Земљи.
У завршној сцени, Други подноси извештај свом Учитељу.

## Улоге
| Глумац             | Улога |
| ------------------ | --- |
| Роберт Дауни Млађи | Тони Старк / Ајронмен Осветник са електромеханичким оклопом налик оделу сопствене израде који себе описује као генија, милијардера, плејбоја и филантропа. Старк наставља своју причу након филма Ајронмен 2 откада више није директор Старк Индустрије.                      |
| Крис Еванс         | Стив Роџерс / Капетан Америка Ветеран из Другог светског рата који је надљудску снагу и издржљивост добио након експеримената вршених над њим, провео више од 50 година залеђен.                                                                                              |
| Марк Рафало        | Брус Бенер / Хулк Бриљантни научник који је након истраживања о гама-зрачењу претворен у бесно, зелено чудовиште. Рафало је дебитовао у Марвеловом филмском Универзуму, након што су договори између студија и Едварда Нортона (који је играо Хулка у филму из 2008) пропали. |
| Крис Хемсворт      | Тор Осветник, принц Асгарда и бог грома, заснован на нордијском миту истог имена. Тор поседује чекић Мјолнир који му даје контролу над громовима. |
| Скарлет Џохансон   | Наташа Романова / Црна удовица Врхунски трениран агент ШИЛД-а. |
| Џереми Ренер       | Клинт Бартон / Хокај Врхунски стреличар, агент ШИЛД-а. |
| Том Хидлстон       | Локи Торов усвојен брат, бог преваре, заснован на истоименој нордијској легенди. Поседује скиптар којег напаја мистериозни драгуљ. |
| Кларк Грег         | Фил Колсон Агент ШИЛД-а и Фјуријева десна рука. Кулсон је након смрти своје учешће у Марвеловим пројектима наставио оживљен у серији Агенти ШИЛД-а где тумачи Фјуријевог наследника након пада ШИЛД-а.                                                                        |
| Коби Смалдерс      | Марија Хил Високо рангирани агент ШИЛД-а. |
| Стелан Скарсгорд   | Ерик Селвиг Научник и Торов пријатељ, зачаран Локијевим скиптаром он покушава да схвати моћи Тесеракта. |
| Самјуел Л. Џексон  | Ник Фјури Директор ШИЛД-а, координатор Иницијативе Осветника. |

У филму су учествовали и неки од глумаца који су се појављивали у претходним филмовима, Гвинет Палтроу као Пепер Потс, Максимилијано Ернандез као агент Ситвел и Пол Бетани као Џарвис (само глас). На крају филма, именован као Учитељ (енгл. Master) појављује се Дамијен Поатер као Танос. Улогу Таноса у свим наредним појављивањима преузима Џош Бролин.

## Приказивање
У фебруару 2012, Дизни је најавио да ће наслов филма бити промењен у Уједињеном Краљевству како би се избегла забуна са истоименом британском ТВ серијом, као и њеном филмском адаптацијом из 1998. године. То је довело до забуне око стварног наслова филма. Магазин Empire је објавио да ће филм носити наслов Marvel Avengers Assemble, док је Hollywood Reporter  рекао да ће се звати једноставно Avengers Assemble.
Светска премијера филма била је 11. априла 2012. у холивудском театру Ел Капитан.